# John Vernon
John Keith Vernon (Zehner (Saskatchewan), 24 februari 1932 - Los Angeles, 1 februari 2005) was een Canadese acteur. Hij speelde in onder meer Topaz, Una giornata particolare, Herbie Goes Bananas en Killer Klowns from Outer Space.
Hij heeft gestudeerd aan de Banff School of Fine Arts en de Royal Academy of Dramatic Art in Londen. Daarna keerde hij terug naar Canada om te werken in verschillende theaters en bij de Canadese zender CBC.
Medio jaren 60 ging hij naar Hollywood waar hij eerst vooral kleinere rollen speelde onder andere in:
- Point Blank (1967)
- Topaz (1969)
- Dirty Harry (1971)
- The Outlaw Josey Wales (1976)
- Animal House (1978)
- Terminal Exposure (1987)
- Sorority Boys (2002)

Hij stierf thuis op 72-jarige leeftijd.